# 莫兹多克

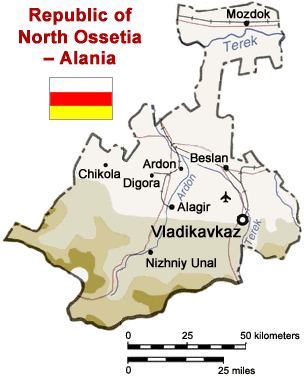
北奥塞梯共和国地图

莫兹多克（俄语：Моздо́к）是俄罗斯北奥塞梯共和国的一个主要城市，名字在卡巴尔达语中的字面含义是“浓雾”。

## 地理概况
莫兹多克1759年开埠，1785年建城。莫兹多克也是莫兹多克斯基区的行政中心，位于Terek河左岸，离共和国首府弗拉季高加索92公里，位于北奥塞梯共和国的最北端。在2002年的俄罗斯人口普查中城市人口为42,865人，为共和国的第二大城市。

## 笼罩在炸弹威胁下
由于莫兹多克地处北奥塞梯的最北端接壤车臣共和国，所以在莫兹多克驻有大量的俄罗斯军队以及军事基地，因为这里是车臣战争的前线指挥总部，所以许多时候莫兹多克深受车臣恐怖分子甚至自杀性炸弹的波及和威胁。
在2003年6月，自杀性人体炸弹对城市大肆破坏 一辆满载有俄罗斯空军基地人员和平民的公共汽车遭到一名身上绑满炸药的年轻车臣妇女引爆自杀性人体炸弹，造成至少16人死亡，同年8月1日，一辆满载炸药的俄制卡车冲过四层楼的医院大门,驶过一些帐篷后在接待室前爆炸。医院主楼顿时像被推倒的骨牌那样坍塌。爆炸在地面上留下了一个直径8米、深3米的弹坑。首批到达现场的医护人员看到，医院门口哨卡附近有烧焦的尸体。所有在主楼附近搭起的帐篷都化为乌有，而主楼本身也只剩下一堵墙了。国际文传电讯社报道说，汽车炸弹的爆炸威力相当于至少1吨TNT炸药，造成50多人死亡，80多人受伤的严重惨剧。
自从第二次车臣战争以来临近车臣的莫兹多克就不断受到自杀性人体炸弹的威胁。